# Vlag van Eelde

Vlag van Eelde (1962-1998)

De vlag van Eelde werd op 1 oktober 1962 bij raadsbesluit vastgesteld als de gemeentelijke vlag van de Drentse gemeente Eelde. De vlag wordt als volgt beschreven:
Een vlag, waarvan de lengte zich verhoudt tot de hoogte als 3 : 2, geel van kleur en beladen met een blauw en roodgekleurd kruis. De horizontale arm, ter breedte van een vierde van de hoogte der vlag geplaatst op halver hoogte, tot het snijpunt van het kruis ter halver breedte boven rood en onder blauw en voorbij het snijpunt in omgekeerde kleuren; de vertikale arm van dezelfde breedte geplaatst op een derde van de lengte van de vlag, gemeten vanaf de broekzijde tot het snijpunt van het kruis boven aan de broekzijde ter halve breedte blauw en aan de andere kant rood en onderhet snijpunt in omgekeerde kleuren. In de bovenhoek aan de broekzijde een zwarte ring, waarover heen een rode, zwart gevoegde bucht met drie kantelen en een zwart traliehek, zodanig geplaatst, dat de ring alleen aan de bovenzijde gesneden wordt.
De kleuren geel, rood en blauw zijn afkomstig van het wapen van Eelde. De zwarte ring met de burcht staat symbool voor de waterburcht in Eelde en de havezaten in Eelde-Paterswolde. De vlag is een ontwerp van G.A. Bontekoe.
In 1998 werd de gemeente opgeheven en ging op in Tynaarlo. Hierdoor kwam de gemeentevlag te vervallen.

## Verwant symbool

Wapen van Eelde

Anloo 
· Beilen 
· Borger 
· Dalen 
· Diever 
· Dwingeloo 
· Eelde 
· Gasselte 
· Gieten 
· Havelte 
· Nijeveen 
· Norg 
· Odoorn 
· Oosterhesselen 
· Peize 
· Roden 
· Rolde 
· Ruinen 
· Ruinerwold 
· Schoonebeek 
· Sleen 
· Smilde 
· Vledder 
· Vries 
· Westerbork 
· de Wijk 
· Zuidlaren 
· Zuidwolde 
· Zweeloo